# Erich Steiner (Übersetzungswissenschaftler)

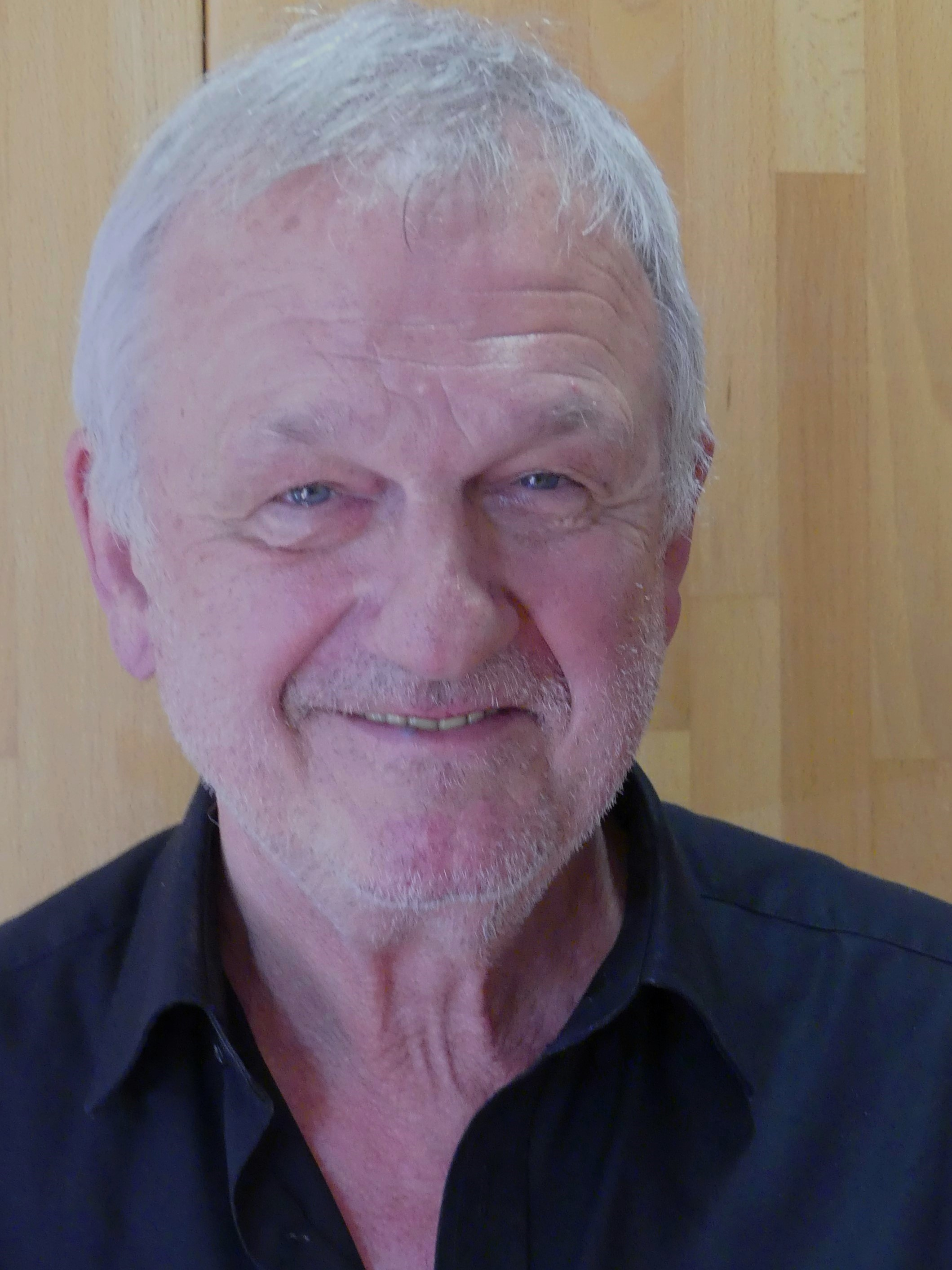
Erich Steiner 2025

Erich Steiner (* 16. Februar 1954 in Heidelberg) ist ein deutscher Sprach- und Übersetzungswissenschaftler. Er vertrat bis zum 31. März 2020 die Professur für Übersetzungswissenschaft Englisch an der Philologischen Fakultät II Sprach-, Literatur- und Kulturwissenschaften der Universität des Saarlandes.

## Leben
Nach dem Abitur 1973 begann Steiner das Studium der Orchestermusik an der Staatlichen Musikhochschule des Saarlandes in Saarbrücken. Ein Jahr später wechselte er zur Universität des Saarlandes in Saarbrücken, wo er 1980 das erste Staatsexamen in Deutsch und Englisch für das Lehramt an Gymnasien ablegte.
Drei Jahre später promovierte er dort in Englischer Philologie (Linguistik) mit dem Thema „Die Entwicklung des Britischen Kontextualismus“. Anschließend legte Steiner 1984 das zweite Staatsexamen für das Lehramt an Gymnasien in Deutsch und Englisch ab. Er habilitierte sich 1989 an der Philosophischen Fakultät der Universität des Saarlandes mit dem Thema „Towards a model of goal-directed action as a structuring principle for the Context of Situation in Systemic Linguistics“, wofür ihm die Venia legendi für Neuere Englische Sprachwissenschaft im selben Jahr erteilt wurde.
Nach der Habilitation war er ein Jahr lang als Abteilungs- und Projektleiter im Bereich der multilingualen Generierung und Analyse natürlicher Sprache im Institut für Integrierte Publikations- und Informationssysteme (IPSI) der Gesellschaft für Mathematik und Datenverarbeitung (GMD) in Darmstadt tätig. Im selben Jahr wurde er zum Professor für Englische Sprach- und Übersetzungswissenschaft und 1991 zum Professor für Übersetzungswissenschaft Englisch an der Universität des Saarlandes berufen. Dort wurde Steiner von 1993 bis 1994 zum Prodekan des Fachbereiches 8 „Neuere Sprach- und Literaturwissenschaften“ und von 2002 bis 2004 sowie von 2009 bis 2012 zum Dekan der Philosophischen Fakultät II für Sprach-, Literatur- und Kulturwissenschaften gewählt. Er ist heute als Professor für Übersetzungswissenschaft Englisch tätig.
An den folgenden Universitäten hatte Erich Steiner Gastprofessuren bzw. -dozenturen von mehr als einem Jahr wahrgenommen:
- 1986: RICE-University in Houston
- 1994–1995: University of Technology, University of Sydney und Macquarie University in Sydney
- 1998–1999 und 2000–2001: University of Technology in Sydney
- 2004–2005: Macquarie University in Sydney

Erich Steiner ist seit 2000 verheiratet.

## Publikationen (Auswahl)
Steiner ist Herausgeber mehrerer Sammelwerke und hat eine große Anzahl von Beiträgen für internationale Fachzeitschriften, Sammelwerke und Festschriften verfasst.
- Erich Steiner: Die Entwicklung des Britischen Kontextualismus. Heidelberg: Groos 1983.
- Erich Steiner: A functional perspective on language, action, and interpretation. Berlin etc.: Mouton De Gruyter 1991.
- Erich Steiner: Translated Texts: Properties, Variants, Evaluations. Frankfurt/M., Lang, 2004.
- Kapanhze, Oleg und Erich Steiner: Linguistik von der Sprachtypologie zur Sprachtechnologie. Masterstudiengang für Studierende der Germanistik. (in georgischer Sprache). Tbilissi 2012. ISBN 978-9941-424-46-5
- Hansen-Schirra, Silvia, Neumann, Stella und Steiner, Erich (2012): Cross-linguistic Corpora for the Study of Translations. Insights from the language pair English – German. Series Text, Translation, Computational Processing. Berlin, New York: Mouton de Gruyter

Herausgeberschaft
- Steiner, Erich, Paul Schmidt, Cornelia Zelinsky-Wibbelt (Hrsg.)From syntax to semantics - insights from machine translation. London: Pinter 1988.
- Steiner, Erich und Robert Veltman (Hrsg.): Pragmatics, discourse and text: explorations in Systemic Semantics. London: Pinter 1988.
- Annemarie Simon-Vandenbergen u. Erich Steiner Erich (Hrsg.): Functional Approaches to Discourse. Vol. 27, No.6. Special Issue of Language Sciences. 2005.
- Cho, See-Young and Steiner, Erich. (Hrsg.): Information Distribution in English Grammar and Discourse and other Topics in Linguistics. Festschrift for Peter Erdmann on the Occasion of his 65th Birthday. Frankfurt/M.,Lang 2006.